# David Garrick (acteur)

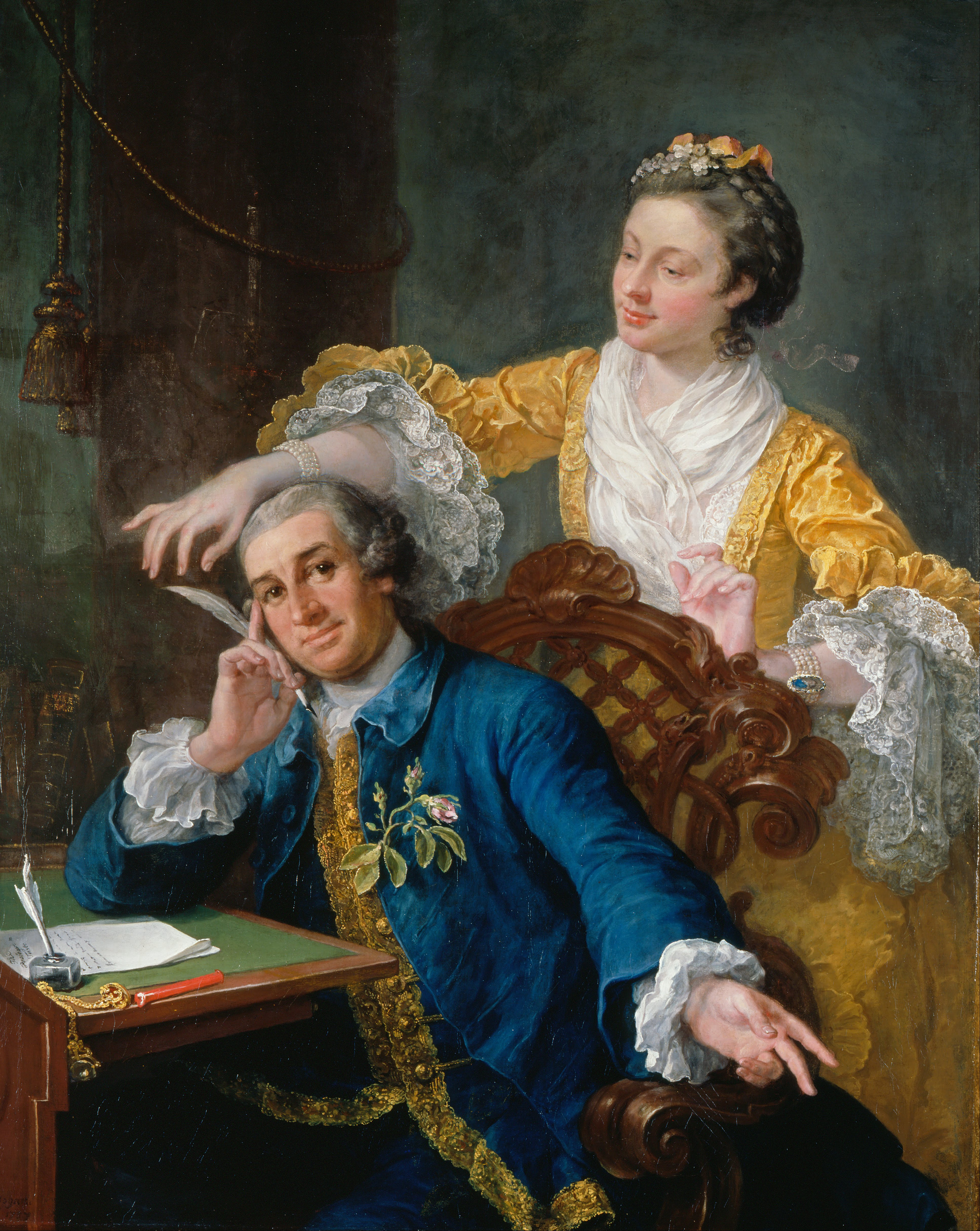
Portret van David Garrick en zijn vrouw van William Hogarth (1757)

David Garrick (Hereford, 19 februari 1717 - Londen, 20 januari 1779) was een Engels acteur en theaterproducent. Hij wordt beschouwd als een baanbrekend acteur en vernieuwende theatermaker.
Al op jeugdige leeftijd voelde Garrick zich aangetrokken tot het theater. Hij moest echter eerst zijn school afmaken, die hij onder andere volgde aan de (overigens weinig succesvolle) school van Samuel Johnson in Lichfield. Toen Johnson naar Londen vertrok voor de productie van zijn eerste tragedie, ging Garrick met hem mee. Hij probeerde enige tijd iets te bereiken in de wijnhandel, maar zijn hart lag toch in het theater.
Bekend is dat hij op 24-jarige leeftijd wat kleine rollen speelde, tot hij in 1741 doorbrak met een opzienbarende rol in William Shakespeares Richard III. Dit was het begin van een indrukwekkende carrière als toneelspeler en theatermaker, die hem de faam bezorgde van grootste Britse acteur van de 18e eeuw. Onder leiding van Garrick werd het theater aan de Londense Drury Lane alom bekend in Europa. Hij leidde dit theater van 1747 tot 1776.
Garricks faam is te danken aan zijn voor die tijd opvallende vernieuwing in de stijl van acteren.
In plaats van de destijds gebruikelijke enigszins bombastische en declamerende speelstijl, stond hij een meer natuurlijke stijl van acteren voor, die een betere weergave was van het dagelijks leven. Hij wist door zijn optredens het publiek opnieuw te interesseren voor Shakespeare. Als theatermaker bracht hij ook veranderingen aan in de belichting (niet meer direct zichtbaar voor het publiek) en het decor (met realistische achtergrondschilderingen).
Ook schreef hij zelf enkele komedies: Miss in her Teens (1747) en Bon Ton; or High Life Above Stairs (1775). Deze stukken deden het niet slecht, maar zijn inmiddels vergeten.
Garrick, hoewel wat opvliegend van aard en tamelijk ijdel, werd een zeer populair figuur. Hij was een dandy in de jaren dat dit type man opgang maakte en schreef het toneelstuk The Male-Coquette (1757), met de hoofdpersonage de Marchese di Macaroni, verwijzend naar de aanduiding "Macaroni Club" voor homoseksuelen. Zelf werd hij in 1772 beschuldigd van een affaire met zijn collega-toneelschrijver Isaac Bickerstaffe. Maar het schandaal bleef beperkt en toen Garrick enkele jaren later stierf, werd hij begraven in de Poets' Corner in Westminster Abbey.
- Bibsys: 90129049
- Biblioteca Nacional de España: XX1639333
- Bibliothèque nationale de France: cb12026196f (data)
- Catàleg d'autoritats de noms i títols de Catalunya: 981058529314906706
- CiNii: DA01452052
- Gemeinsame Normdatei: 118716425
- International Standard Name Identifier: 0000 0001 2117 1982
- Library of Congress Control Number: n50000443
- Nationale Bibliotheek van Letland: 000068190
- MusicBrainz: e9928a31-aa02-4b49-9e56-7bd837753de9
- Nationale Bibliotheek van Tsjechië: ola2003165545
- Nationale bibliotheek van Australië: 35114114
- Nationale Bibliotheek van Israël: 987007463327205171
- Nationale Bibliotheek van Polen: a0000001869390
- Nationale en Universitaire bibliotheek Zagreb: 000557299
- Nederlandse Thesaurus van Auteursnamen: 068743963
- Réseau des bibliothèques de Suisse occidentale: 02-A003281008
- RKD-Nederlands Instituut voor Kunstgeschiedenis: 449511
- LIBRIS: 187998
- SNAC: w6qf8w12
- Système universitaire de documentation: 028423755
- Trove: 830674
- Union List of Artist Names: 500206879
- Virtual International Authority File: 24563
- WorldCat: E39PBJw8VYgRG7bWGwYCwrQrMP